# Норвегія на Євробаченні Юних Музикантів
Норвегія брала участь у Євробаченні юних музикантів, що проводиться кожні два роки, двадцять разів з моменту свого дебюту в 1982 році, вперше вигравши конкурс у 2012 році. Норвегія була країною-господаркою конкурсу в 2000 році у Бергені та 2024 році у Буде.
У 1982 та 1984 роках, Норвегія разом з Данією, Швецією та Фінляндією відправляла спільного учасника на конкурс. Країни були представлені індивідуально після запровадження півфіналу в 1986 році.

## Учасники
Умовні позначення
     Переможець
     Друге місце
     Третє місце
     Не пройшла до фіналу
     Участь скасовано
     Не брала участі
| Рік  | Місце проведення | Учасник                          | Інструмент                       | Результат                        | Півфінал                         |
| ---- | ---------------- | -------------------------------- | -------------------------------- | -------------------------------- | -------------------------------- |
| 1982 | Манчестер        | Атле Спонберг                    | Скрипка                          | -                                | Без півфіналів                   |
| 1984 | Женева           | Не брала участь як окрема країна | Не брала участь як окрема країна | Не брала участь як окрема країна | Не брала участь як окрема країна |
| 1986 | Копенгаген       | Еллен Маргрете Флешо             | Віолончель                       | Не вдалося кваліфікуватися       | -                                |
| 1988 | Амстердам        | Лейф Уве Андснес                 | Фортепіано                       | 2                                | -                                |
| 1990 | Відень           | Гудрун Скреттінг                 | Фортепіано                       | Не вдалося кваліфікуватися       | -                                |
| 1992 | Брюссель         | Хеннінг Краггеруд                | Скрипка                          | -                                | -                                |
| 1994 | Варшава          | Рольф-Ерік Ністрем               | Саксофон                         | Не вдалося кваліфікуватися       | -                                |
| 1996 | Лісабон          | Гунілла Зюссманн                 | Фортепіано                       | -                                | -                                |
| 1998 | Відень           | Крістіан Ліндберг                | Скрипка                          | Не вдалося кваліфікуватися       | -                                |
| 2000 | Берген           | Девід Кушерон                    | Скрипка                          | -                                | -                                |
| 2002 | Берлін           | Вільде Франг Б'єрке              | Скрипка                          | Не вдалося кваліфікуватися       | -                                |
| 2004 | Люцерн           | Вільде Франг Б'єрке              | Скрипка                          | -                                | -                                |
| 2006 | Відень           | Тін Сінґ Гелсет                  | Труба                            | 2                                | -                                |
| 2008 | Відень           | Ельдбйорг Хемсінг                | Скрипка                          | 3                                | -                                |
| 2010 | Відень           | Ґуро Клевен Хаґен                | Скрипка                          | 2                                | -                                |
| 2012 | Відень           | Ейвінд Холтсмарк Рінгстад        | Скрипка                          | 1                                | -                                |
| 2014 | Кельн            | Соноко Міріам Шимано Велде       | Скрипка                          | -                                | Без півфіналів                   |
| 2016 | Кельн            | Людвіг Гудім                     | Скрипка                          | -                                | Без півфіналів                   |
| 2018 | Единбург         | Біргітта Еліза Офтестад          | Віолончель                       | -                                | -                                |
| 2020 | Загреб           | Конкурс скасовано                | Конкурс скасовано                | Конкурс скасовано                | Конкурс скасовано                |
| 2022 | Монпельє         | Альма Серафін Краггеруд          | Скрипка                          | 3                                | Без півфіналів                   |
| 2024 | Буде             | Себастьян Егебаккен Свенуй       | Фортепіано                       | -                                | Без півфіналів                   |

## Країна-господар
| Рік  | Місто  | Місце                | Ведучі                         |
| ---- | ------ | -------------------- | ------------------------------ |
| 2000 | Берген | Grieg Hall           | Арільд Ерікстад                |
| 2024 | Буде   | Stormen Concert Hall | Сільє Норднес та Мона Бернтсен |

## Галерея

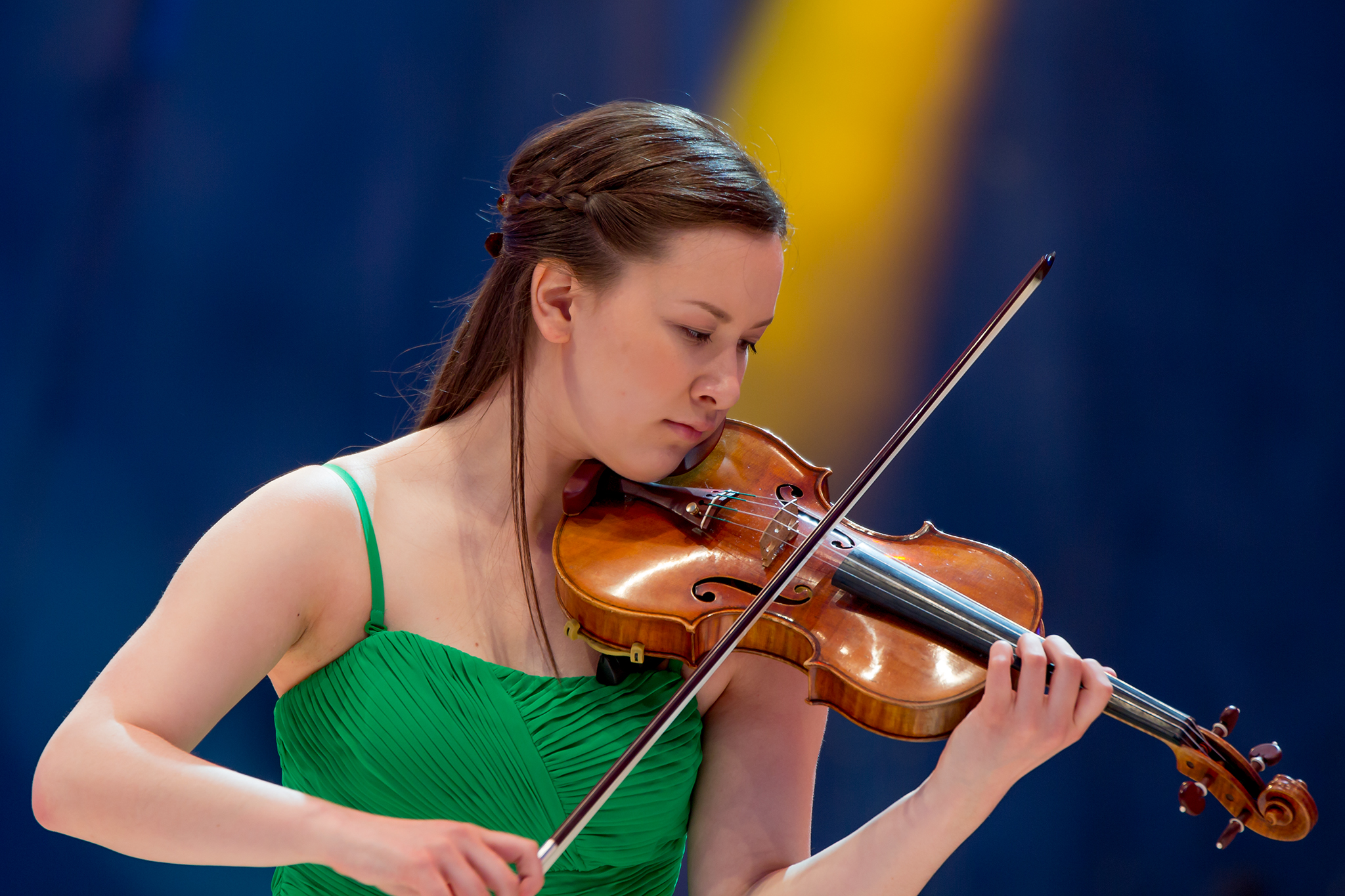
Соноко Міріам Шимано Велде у Кельні (2014)
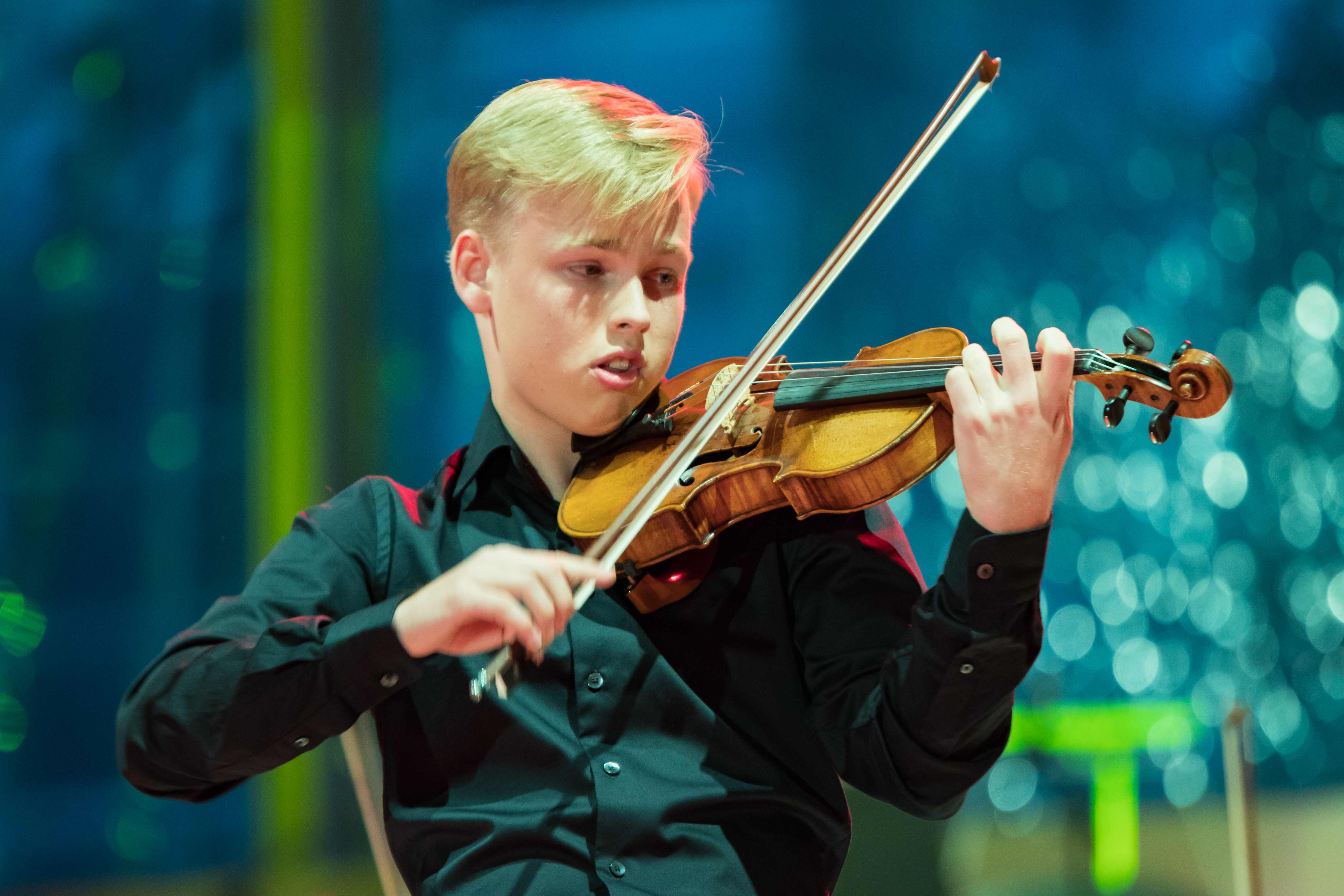
Еліот Нордквіст у Кельні (2016)

## Нотатки
1. ↑  Конкурс 2020 року було скасовано через пандемію COVID-19.